# Hakea ednieana
Hakea ednieana (лат.) — кустарник или небольшое дерево рода Хакея (Hakea) семейства Протейные (Proteaceae), родом из засушливых районов центральной Австралии. Цветёт с сентября по декабрь.

## Ботаническое описание
Hakea ednieana — многоствольный кустарник или небольшое дерево высотой от 2 до 5 м с коричневой бороздчатой корой и белыми волосатыми более мелкими ветвями. Листья игольчатой формы имеют длину от 2 до 7 см и ширину от 0,7 до 1,8 мм с короткими мягкими белыми волосками. Листья имеют длину 0,6—4 см, затем растягиваются или поворачиваются вверх и делятся на 1—14 конечных сегментов длиной 0,1—3,6 см и 0,7—1,8 мм  шириной. Соцветие состоит из 35—100 кремово-белых цветков на стебле с белыми мягкими волосками длиной 20—75 мм. Цветоножка имеет длину 3—9 мм с мягкими белыми волосками. Околоцветник имеет небольшой изгиб, белые мягкие волоски, имеет длину 2—5 мм. Прямой столбик имеет длину 8,5—11 мм. Белые цветы появляются с сентября по декабрь. Красно-коричневые древесные плоды имеют длину от 2 до 3,4 см и ширину от 7 до 11 мм. Плоды сгруппированы, иногда с мягкими или гладкими волосками, заканчиваются длинным клювом и едва заметными рогами. Семена занимают большую часть клапана и имеют длину от 19 до 26 мм и ширину от 6 до 10 мм с крылом, которое частично опускается вниз с одной стороны.

## Таксономия
Вид Hakea ednieana был описан ботаниками Ральфом Тэйтом в 1885 году и опубликована в журнале Transactions, proceedings and report, Royal Society of South Australia. Вид назван в честь Джона Эдни Брауна, который был консерватором лесов в Южной Австралии.

## Распространение и местообитание
Эта хакея является эндемичной для района в западном Новом Южном Уэльсе, хребта Флиндерс и округа Дальний Север Южной Австралии. Растение часто растёт на скалистых склонах и вокруг них, а также вдоль водотоков на каменистых или песчаных почвах. В основном распространено в Южной Австралии, но изредка встречается в Новом Южном Уэльсе.